# Тролейбус у Ла-Шо-де-Фон
Тролейбус у Ла-Шо-де-Фон (фр. Trolleybus de La Chaux-de-Fonds) — ліквідована тролейбусна мережа у швейцарському місті Ла-Шо-де-Фон.

## Історія
Тролейбусний рух у Ла-Шо-де-Фон було відкрито 23 грудня 1949 року лінією Hospital — Centenaire (завдовжки 3,4 км), на заміну діючої трамвайної лінії.
13 листопада 1954 року автобусну лінію замінено тролейбусами.
У 1960 році налічувалось вже три лінії. 1 листопада 1997 року було продовжено лінію до Eplatures, яка отримала № 4.
У квітні 2011 року компанія «TN» оголосила, що мало на меті до 2014 року замінити тролейбуси у Ла-Шоу-де-Фонд електробусами, що викликало активні протести. Робота тролейбусної системи була призупинена 21 травня 2014 року для втілення великого проєкту з перебудови площі перед залізничним вокзалом, включаючи переміщення автовокзалу.

## Лінії
Станом на 2014 рік існувало три тролейбусні лінії:
| № | Маршрут руху                                  |
| - | --------------------------------------------- |
|   | ARETES — GARE — RECORNE                       |
|   | COMBE-A-L'OURS — GARE — CHARRIERE             |
|   | EPLATURES — BREGUET — FORGES — GARE — HOPITAL |

## Рухомий склад
На початку 1950-х років мережу обслуговували 10 коротких двоосних тролейбусів. В період між 1978 та 1982 роками було придбано вісім тролейбусів з Женеви та три з Люцерну. У 1991 році було введено в експлуатацію три короткі високопідлогові тролейбуси, у 1997 році — 5 зчленованих тролейбусів типу NAW BGT-N2. У 2005 році було придбано 4 тролейбуси Solaris Trollino 18 та 3 тролейбуси Solaris Trollino 12. 
На момент закриття тролейбусна мережа у Ла-Шо-де-Фон налічувала 12 низькопідлогових тролейбусів:
| Фото | №       | Кількість | Виробник   | Електрообладнання | Тип            | Конфігурація | Рік виробництва |
| ---- | ------- | --------- | ---------- | ----------------- | -------------- | ------------ | --------------- |
|      | 121–125 | 5         | NAW / Hess | Siemens           | BGT-N          | Зчленований  | 1996            |
|      | 131–133 | 3         | Solaris    | Cegelec           | Trollino 12 AC | одинарний    | 2005            |
|      | 141–144 | 4         | Solaris    | Cegelec           | Trollino 18 AC | Зчленований  | 2005            |
|      | Всього: | 12        |            |                   |                |              |                 |

10 лютого 2022 року Державна рада схвалила запит «TransN» на придбання 30 тролейбусів Hess LighTram19 для Невшателя та Ла-Шо-де-Фон. У Невшателі замінять 11 тролейбусів NAW, які є останніми високопідлоговими тролейбусами в країні, що дозволить продовжити лінії на неелектрифікованих ділянках з можливістю автономного ходу. Поставка очікується двома партіями у 2023 та 2026 роках.
У Ла-Шо-де-Фон розглядається питання щодо  відновлення тролейбусного руху, яке було призупинено у травні 2014 році.